# Prvenstvo Jugoslavije u nogometu 1931./32.
Sezona Državnog prvenstva 1931./32. bilo je deseta sezona nacionalnog nogometnog natjecanja u Kraljevini Jugoslaviji. Natjecateljski sustav bio je dvostruki kup-sustav, u kojemu se igralo dvije utakmice. 

U ovom se prvenstvu nakon pet godina opet igralo po kup-sustavu. Pobijedila je zagrebačka Concordia, koja je prijašnje sezone bila doprvak, a lanjski prvak, beogradski BSK, ispao je u poluzavršnici.

Najviše pogodaka je postigao Svetislav Valjarević iz Concordije s 9 postignutih pogodaka.

## Prednatjecanje
Natjecanje za ovogodišnje državno prvenstvo ponovno je promijenjeno, ovoga puta izlučne borbe igraju se po skupinama po dvostrukom bod sustavu. U finalu po dvije najbolje plasirane ekipe iz svake od četiri skupine idu u dvostruki kup-sustav koji daje pobjednika. Sastav grupa je sljedeći:
1. skupina
- Drugoplasirana ekipa 1. razreda ZNP: Građanski (Zagreb)
- Pobjednik kvalifikacija između četvrtog na tablici ZNP i prvaka pokrajine ZNP: Viktorija (Zagreb) – Segesta (Sisak)
- Tri najbolje ekipe Ljubljanskog podsaveza: Ilirija (Ljubljana), Primorje (Ljubljana), I SSK (Maribor)

2. skupina
- Prvi i treći na tablici I. razreda ZNP-a: HAŠK (Zagreb) i Concordia (Zagreb)
- Prvak Splitskog podsaveza: Hajduk (Split)
- Prvi i drugi na tablici prvog razreda Osječkog podsaveza: Slavija (Osijek) i Građanski (Osijek)

3. skupina
- Prvi i drugi na tablici prvog razreda BLP: Jugoslavija (Beograd) i BSK (Beograd)
- Prvak skopskog podsaveza: SSK (Skoplje)
- Pobjednik kvalifikacija između prvaka Niškog podsaveza i drugoplasirane ekipe Skopskog podsaveza: Sinđelić (Niš) – Građanski (Skoplje)
- Prvi i drugi na tablici prvog razreda Sarajevskog podsaveza: Slavija (Sarajevo) i SASK (Sarajevo)

4. skupina
- Pobjednik kvalifikacija između trećeplasiranog na tablici BLP i prvaka pokrajine BLP: BASK (Beograd) – Sparta (Zemun)
- Prvi i drugi na tablici prvog razreda novosadskog podsaveza: Vojvodina (Novi Sad) i Mačva (Šabac)
- Prvi i drugi na tablici prvog razreda subotičkog podsaveza: Bačka (Subotica) i Slavija (Sombor)
- Prvak Velikobečkerečkog podsaveza: Obilić (Veliki Bečkerek)

Plasman u završnicu nakon plasmana (po dvostrukom kup-sustavu) državnog prvenstva izborili su: Viktorija (Zagreb) i Građanski (Zagreb) iz prve skupine, Hajduk (Split) i Concordia (Zagreb) iz druge skupine, Jugoslavija (Beograd) i BSK (Beograd) iz treće skupine te BASK (Beograd) i Vojvodina (Novi Sad) iz četvrte skupine.

## Sudionici
| Klub                                | Grad     | Stadion                       | Prednatjecanje       |
| ----------------------------------- | -------- | ----------------------------- | -------------------- |
| ZŠK Viktorija                       | Zagreb   | Igralište Građanskog          | prvak I. skupine     |
| JŠK Hajduk                          | Split    | Igralište Hajduka             | prvak II. skupine    |
| SK Jugoslavija                      | Beograd  | Igralište SK Jugoslavije      | prvak III. skupine   |
| BASK                                | Beograd  | Igralište BSK-a               | prvak IV. skupine    |
| 1. hrvatski građanski športski klub | Zagreb   | Igralište Građanskog          | doprvak I. skupine   |
| HŠK Concordia                       | Zagreb   | Igralište na Tratinskoj cesti | doprvak II. skupine  |
| BSK                                 | Beograd  | Igralište BSK-a               | doprvak III. skupine |
| SK Vojvodina                        | Novi Sad | Stadion Karađorđe             | doprvak IV. skupine  |

## Natjecanje
|  | Četvrtzavršnica | Četvrtzavršnica | Četvrtzavršnica | Četvrtzavršnica | Četvrtzavršnica |   |           | Poluzavršnica | Poluzavršnica | Poluzavršnica | Poluzavršnica | Poluzavršnica |   |  | Završnica | Završnica | Završnica | Završnica | Završnica |  |
|  |                 |                 |                 |                 |                 |   |           |               |               |               |               |               |   |  |           |           |           |           |           |  |
|  |                 | Concordia       | 3               | 7               | 10              |   |           |               |               |               |               |               |   |  |           |           |           |           |           |  |
|  |                 | Viktorija       | 0               | 3               | 3               |   |           |               |               |               |               |               |   |  |           |           |           |           |           |  |
|  |                 | Viktorija       | 0               | 3               | 3               |   | Concordia | 0             | 6             | 6             |               |               |   |  |           |           |           |           |           |  |
|  |                 |                 |                 |                 |                 |   | Concordia | 0             | 6             | 6             |               |               |   |  |           |           |           |           |           |  |
|  |                 |                 | Jugoslavija     | 0               | 1               | 1 |           |               |               |               |               |               |   |  |           |           |           |           |           |  |
|  |                 | Jugoslavija     | Jugoslavija     | 0               | 1               | 1 | 5         | 4             | 9             |               |               |               |   |  |           |           |           |           |           |  |
|  |                 | Jugoslavija     |                 |                 |                 |   | 5         | 4             | 9             |               |               |               |   |  |           |           |           |           |           |  |
|  |                 | Vojvodina       | 2               | 2               | 4               |   |           |               |               |               |               |               |   |  |           |           |           |           |           |  |
|  |                 |                 |                 |                 |                 |   |           |               |               | Concordia     | 2             | 2             | 4 |  |           |           |           |           |           |  |
|  |                 |                 |                 |                 |                 |   |           |               |               |               |               |               | 4 |  |           |           |           |           |           |  |
|  |                 |                 | Hajduk          | 1               | 1               | 2 |           |               |               |               |               |               |   |  |           |           |           |           |           |  |
|  |                 | Hajduk          | Hajduk          | 1               | 1               | 2 | 3         | 2             | 5             |               |               |               |   |  |           |           |           |           |           |  |
|  |                 | Hajduk          |                 |                 |                 |   | 3         | 2             | 5             |               |               |               |   |  |           |           |           |           |           |  |
|  |                 | Građanski       | 0               | 2               | 2               |   |           |               |               |               |               |               |   |  |           |           |           |           |           |  |
|  |                 | Građanski       | 0               | 2               | 2               |   | Hajduk    | 0             | 3             | 3             |               |               |   |  |           |           |           |           |           |  |
|  |                 |                 |                 |                 |                 |   | Hajduk    | 0             | 3             | 3             |               |               |   |  |           |           |           |           |           |  |
|  |                 |                 | BSK             | 0               | 0               | 0 |           |               |               |               |               |               |   |  |           |           |           |           |           |  |
|  |                 | BSK             | BSK             | 0               | 0               | 0 | 3         | 3             | 6             |               |               |               |   |  |           |           |           |           |           |  |
|  |                 | BSK             |                 |                 |                 |   | 3         | 3             | 6             |               |               |               |   |  |           |           |           |           |           |  |
|  |                 | BASK            | 1               | 1               | 2               |   |           |               |               |               |               |               |   |  |           |           |           |           |           |  |

### Četvrtzavršnica
| Prva momčad | Ukupno | Druga momčad | 1. utakmica 11. 9. 1932. | 2. utakmica 18. 9. 1932. |
| ----------- | ------ | ------------ | ------------------------ | ------------------------ |
| Vojvodina   | 4:9    | Jugoslavija  | 2:5                      | 2:4                      |
|             |        |              |                          | 25. 9. 1932.             |
| Hajduk      | 5:2    | Građanski    | 3:0                      | 2:2                      |
| BSK         | 6:2    | BASK         | 3:1                      | 3:1                      |
|             |        |              |                          | 9. 10. 1932.             |
| Viktorija   | 3:10   | Concordia    | 0:3                      | 3:7                      |

### Poluzavršnica
| Prva momčad | Ukupno | Druga momčad | 1. utakmica 16. 10. 1932. | 2. utakmica 23. 10. 1932. |
| ----------- | ------ | ------------ | ------------------------- | ------------------------- |
| Jugoslavija | 1:6    | Concordia    | 0:0                       | 1:6                       |
| Hajduk      | 3:0    | BSK          | 0:0                       | 3:0                       |

### Završnica
| Prva momčad | Ukupno | Druga momčad | 1. utakmica 30. 10. 1932. | 2. utakmica 6. 11. 1932. |
| ----------- | ------ | ------------ | ------------------------- | ------------------------ |
| Hajduk      | 2:4    | Concordia    | 1:2                       | 1:2                      |

## Prvaci
Concordia (trener: Bogdan Cuvaj)
- Sergije Demić
- Stjepan Pavičić
- Ivan Belošević
- Boško Ralić
- Đuka Agić
- Pavao Löw
- Egidio Martinović
- Nikola Babić
- Svetislav Valjarević
- Slavko Kodrnja
- Zvonko Jazbec
- Vladimir Lolić
- Milan Vukonić
- Boris Praunsperger

## Statistika

### Ljestvica strijelaca
| Pl. | Ime                  | Klub                  | Broj pogodaka |
| --- | -------------------- | --------------------- | ------------- |
| 1.  | Svetislav Valjarević | Concordia (Zagreb)    | 9             |
| 2.  | Egidije Martinović   | Concordia (Zagreb)    | 3             |
| 2.  | Ante Bakotić         | Hajduk (Split)        | 3             |
| 2.  | Ljubomir Popović     | Jugoslavija (Beograd) | 3             |
| 5.  | Nikola Babić         | Concordia (Zagreb)    | 2             |
| 5.  | Vladimir Lolić       | Concordia (Zagreb)    | 2             |
| 5.  | Vladimir Kragić      | Hajduk (Split)        | 2             |
| 5.  | Đorđe Vujadinović    | BSK (Beograd)         | 2             |
| 5.  | Borislav Nikolić     | Jugoslavija (Beograd) | 2             |
| 5.  | Stojan Milanović     | Jugoslavija (Beograd) | 2             |
| 5.  | Slavko Milošević     | Jugoslavija (Beograd) | 2             |
| 5.  | Dušan Marković       | Vojvodina (Novi Sad)  | 2             |
| 5.  | Ladislav Bondora     | Viktorija (Zagreb)    | 2             |
| 5.  | Leo Lemešić          | Hajduk (Split)        | 2             |

### Klubovi
Pojašnjenje: Ime i prezime igrača (broj nastupa u sezoni/broj golova u sezoni). Igrači su poredani prema poziciji u momčadi od golmana do napadača, a potom i po broju nastupa.
- Concordia (Zagreb)

Trener: Erwin Puschner (Austrija)

Sergije Demić 6/0, Ivan Belošević 6/0, Stjepan Pavičić 6/0, Božidar Ralić 6/0, Pavao Löw 6/0, Đuro Agić 6/0, Egidije Martinović 6/3, Nikola Babić 5/2, Slavoljub Kodrnja 5/1, Svetislav Valjarević 5/9, Vladimir Lolić 4/2, Zvonimir Jazbec 3/1, Milan Vukonić 1/1, Borislav Praunsperger 1/1
- Hajduk (Split)

Trener: Luka Kaliterna & Veljko Poduje

Bartul Čulić 6/0, Jozo Matošić 6/0, Ivan Radovniković 6/0, Miroslav Dešković 6/1, Anđelko Marušić 6/0, Vinko Viličić 6/1, Marko Mikačić 6/0, Vladimir Kragić 6/2, Leo Lemešić 6/2, Josip Lin 6/1, Ante Bakotić 6/3
- BSK (Beograd)

Trener: Nikola Simić

Otmar Gazzari 4/0, Predrag Radovanović 4/0, Dimitrije Popović 3/0, Dragomir Tošić 3/0, Milorad Arsenijević 4/0, Ljubiša Đorđević 4/0, Miodrag Jovanović 1/0, Svetislav Glišović 4/1, Blagoje Marjanović 4/1, Dragoslav Virić 4/1, Aleksandar Tirnanić 3/0, Đorđe Vujadinović 3/2, Nikola Marjanović 2/0, Kuzman Sotirović 1/1
- Jugoslavija (Beograd)

Trener: Dragan Jovanović "Žena"

Jovan Spasić 4/0, Branislav Dimitrijević 4/0, Miroslav Lukić 4/0, Bogdan Đorđević 2/0, Franjo Valok 4/0, Momčilo Đokić 4/0, Sava Marinković 2/0, Borislav Nikolić 4/2, Slavko Milošević 3/2, Borivoje Kesić 3/0, Stojan Milanović 3/2, Dobrivoje Zečević 3/0, Stevan Luburić 2/1, Ljubomir Popović 2/3
- Građanski (Zagreb)

Trener: Giury Molnár (Mađarska)

Ivica Petrović 2/0, Marko Rajković 2/0, Bernard Hügl 2/0, Đuro Petermanec 1/0, August Bivec 1/0, Petar Sinković 2/0, Mato Mekić 1/0, Zvonimir Gajer 1/1, Miroslav Kokotović 2/0, Franjo Koprivnjak 2/1, Josip Urbanke 2/0, Zvonimir Stanković 2/0, Branimir Vidović 1/0, Vilmos Sipos 1/0
- BASK (Beograd)

Trener: Dimitrije Davidović

Bogoljub Smiljanić 2/0, Milutin Ivković 2/0, Milorad Rančić 2/0, Stojan Popović 2/0, Ljubomir Vojinović 2/0, Branislav Aćimović 2/0, Dragoslav Klisarić 1/0, Đorđe Detlinger 2/0, Mladen Šarić 2/0, Aleksandar Tomašević 2/1, Ratimir Pavlović 2/0, Milivoje Sekulić 1/1
- Vojvodina (Novi Sad)

Trener: Otto Hamacek (Austrija)

Miloš Kosić 1/0, Rudolf Hofman 1/0, Milan Žikić 2/0, Đorđe Živić 2/0, Uroš Pašćan 2/0, Petar Stanivukov 2/0, Aleksandar Kanazir 2/0, Milan Bulja 2/0, Dušan Marković 2/2, Milenko Rajković 2/0, Jovan Zagorac 2/1, Pál Németh 1/0, Milan Bekić 1/1
- Viktorija (Zagreb)

Trener: Mavro Frauenglas

Edmund Urch 1/0, Pavao Zafir 1/0, Mirko Šepek 2/0, Stjepan Bokšić 2/0, Stjepan Demerec 1/0, Danijel Premerl 2/0, Egon Vorko 2/0, Mijo Hršak 1/0, Dragutin Kornfeld 2/0, Dragutin Hrs 2/0, Ladislav Bondora 2/2, Rikard Podvinec 2/1, Vladimir Podvinec 1/0, Miroslav Braun 1/0

## Vanjske poveznice
- RSSSF: Yugoslavia List of Topscorers
- RSSSF: Yugoslavia List of Final Tables
- RSSSF: sezona 1931./32.
- exyufudbal: Državno prvenstvo 1932.
- exyufudbal: Kvalifikacije za nacionalnu ligu i podsavezna prvenstva: 1931./32.
- fsgzrenjanin: SISTEM TAKMIČENJA U KRALJEVINI JUGOSLAVIJI
- claudionicoletti: KINGDOM OF YUGOSLAVIA 1931-1940
- (srpski) Milorad Sijić, Fudbal u Kraljevini Jugoslavije, 2009., Kruševac, str. 78 i 79  Arhivirana inačica izvorne stranice od 12. svibnja 2012. (Wayback Machine).
- (srpski) FK Vojvodina: Pola veka 1914 - 1964. Štamparija novinskog preduzeća “Dnevnik“, Novi Sad, str. 224
- (srpski) Ilustrovana historija OFK Beograd, 90 godina romantike 1911 – 2001, izdavač OFK Beograd, str. 145  Arhivirana inačica izvorne stranice od 12. svibnja 2012. (Wayback Machine).